# Ловер Тауншип (Нью-Джерсі)
Ловер Тауншип (англ. Lower Township) — селище (англ. township) в США, в окрузі Кейп-Мей штату Нью-Джерсі. Населення — 22 057 осіб (2020).

## Демографія
Згідно з переписом 2010 року, у селищі мешкало 22 866 осіб у 9579 домогосподарствах у складі 6354 родин. Було 14507 помешкань
Расовий склад населення:
| - 94,2 % — білих - 2,0 % — чорних або афроамериканців - 0,6 % — азіатів - 0,2 % — корінних американців - 1,2 % — осіб інших рас |

До двох чи більше рас належало 1,7 %. Частка іспаномовних становила 4,2 % від усіх жителів.
За віковим діапазоном населення розподілялося таким чином: 19,8 % — особи молодші 18 років, 59,1 % — особи у віці 18—64 років, 21,1 % — особи у віці 65 років та старші. Медіана віку мешканця становила 46,5 року. На 100 осіб жіночої статі у селищі припадало 90,1 чоловіків;  на 100 жінок у віці від 18 років та старших — 86,9 чоловіків також старших 18 років.
Середній дохід на одне домашнє господарство  становив 66 077 доларів США (медіана — 54 455), а середній дохід на одну сім'ю — 78 752 долари (медіана — 64 450). Медіана доходів становила 44 940 доларів для чоловіків та 38 384 долари для жінок. За межею бідності перебувало 10,5 % осіб, у тому числі 14,8 % дітей у віці до 18 років та 7,4 % осіб у віці 65 років та старших.
Цивільне працевлаштоване населення становило 10 722 особи. Основні галузі зайнятості: освіта, охорона здоров'я та соціальна допомога — 22,7 %, мистецтво, розваги та відпочинок — 20,4 %, роздрібна торгівля — 15,4 %.